# 1984 في لبنان
فيما يلي قوائم الأحداث التي وقعت خلال عام 1984 في لبنان.